# Invisible manners
invisible manners（インビジブル・マナーズ）は、作詞家、作曲家、編曲家の平山大介と福山整からなる2人組の音楽作家ユニット。
都内で音楽活動していた平山がinvisible manners名義で数々のアルバムを発表。
のちに福山整を迎え音楽作家ユニットへと形を変え、様々なアーティストへの楽曲提供をはじめ、テレビや映画の音楽制作に携わり現在に至る。
黒人音楽をベースにしながらもジャンルに囚われない多彩なアレンジと唯一無二のメロディセンスで様々な楽曲制作を手掛ける。
SUPA LOVE所属。

## 概要
黒人音楽を中心に様々なジャンルの音楽に影響を受けており、２人ともギター、ベース、鍵盤のみならず様々な楽器を駆使するマルチプレイヤーでもある。

## メンバー
- 平山大介
- 福山整

## 提供作品

### アーティスト
アイドルマスター シンデレラガールズ
- 『Majoram Therapie』（作曲・編曲）

AXELL
- 『DO THE BEST!!』（作詞・作曲・編曲）

The Idol Formerly Known As LADYBABY
- 『オニギリック・リヴァイヴァー』（作曲・編曲）

あおぎり高校
- 『PLAYERS「A」』（作詞・作曲・編曲）

あんさんぶるスターズ!!
- 『YeeeeES! JUKEBOX』（作詞・作曲・編曲）※共作詞

KinKi Kids
- 『Million Secrets Of Love』（作曲）

後藤真希
- 『CLAP CLAP』（作詞）

島爺
- 『虚仮の一念 feat. VACON』（編曲）

私立恵比寿中学
- 『星の数え方』（作詞・作曲）

SixTONES
- 『にたものどうし』（作詞・作曲）

すぱどり
- 『Beautiful Days』（作詞・作曲・編曲）

たこやきレインボー
- 『Rainbow Plane』（作詞・作曲・編曲）

チームしゃちほこ
- 『Wake Up Up』（作曲）

超人的シェアハウスストーリー『カリスマ』
- 『Charisma Battle Anthem』（作詞・作曲・編曲）

ときめき♡宣伝部
- 『ビューティー』（作詞・作曲・編曲）
- 『ぐーすかP』（作詞・作曲・編曲）

ときめきレストラン☆☆☆
- 『La Vita』（作曲・編曲）

西明日香
- 『Everyday for ever』（作曲）

≠ME
- 『2時半ろけんろー』（作曲・編曲）

BiTE A SHOCK
- 『SiX SHOCK』（作曲・編曲）

ヒプノシスマイク
- 『ヒプノシスマイク -Division Rap Battle-』（作詞・作曲・編曲）
- 『ヒプノシスマイク -Division Battle Anthem-』（作詞・作曲・編曲）
- 『ヒプノシスマイク -Alternative Rap Battle-』（作詞・作曲・編曲）
- 『Hoodstar』（作詞・作曲・編曲）
- 『ヒプノシスマイク -Division Rap Battle-+』（作詞・作曲・編曲）
- 『ヒプノシスマイク -Division Battle Anthem-＋』（作詞・作曲・編曲）
- 『ヒプノシスマイク -Rhyme Anima-』（作詞・作曲・編曲）
- 『ヒプノシスマイク -Rhyme Anima’s Mixtape-』（作詞・作曲・編曲）
- 『D.R.B Rhyme Anima -1st Battle- Buster Bros!!! VS MAD TRIGGER CREW』（作詞・作曲・編曲）
- 『D.R.B Rhyme Anima -2nd Battle- Fling Posse VS 麻天狼』（作詞・作曲・編曲）
- 『D.R.B Rhyme Anima -Final Battle- MAD TRIGGER CREW VS 麻天狼』（作詞・作曲・編曲）
- 『D.R.B Rhyme Anima -EX- The Dirty Dawg VS Secret Aliens』（作詞・作曲・編曲）
- 『ヒプノシスマイク -Glory or Dust-』（作詞・作曲・編曲）
- 『Hang out!』（作詞・作曲・編曲）
- 『SHOWDOWN』（Kjと共作詞）
- 『Hoodstar＋』（作詞・作曲・編曲）
- 『CROSS A LINE』（作詞・作曲・編曲）
- 『RISE FROM DEAD』（作詞・作曲・編曲）
- 『BATTLE ANIMA＋01 / TBH・キアロ&スクーロ VS Division Leaders』（作詞・作曲・編曲）
- 『BATTLE ANIMA＋02 /キアロ VS Division All Stars -3rd Team-』（作詞・作曲・編曲）
- 『BATTLE ANIMA＋03 / スクーロ VS Division All Stars -2nd Team-』（作詞・作曲・編曲）
- 『RELIEVE /開闢門鬼哭 VS Division All Stars』（作詞・作曲・編曲）
- 『Mic rewrites the ending』（作詞・作曲・編曲）
- 『ヒプノシスマイク -Division Rap Battle- FINAL』（作詞・作曲・編曲）
- 『MIC AS ONE』（作詞・作曲・編曲）
- 『Claim Victory（Buster Bros!!! Ver.）/ Buster Bros!!!・言の葉党』（作詞・作曲・編曲）
- 『Claim Victory（MAD TRIGGER CREW Ver.）/ MAD TRIGGER CREW・言の葉党』（作詞・作曲・編曲）
- 『Claim Victory（Fling Posse Ver.）/ Fling Posse・言の葉党』（作詞・作曲・編曲）
- 『Claim Victory（麻天狼 Ver.）/麻天狼・言の葉党』（作詞・作曲・編曲）
- 『Claim Victory（どついたれ本舗 Ver.）/どついたれ本舗・言の葉党』（作詞・作曲・編曲）
- 『Claim Victory（Bad Ass Temple Ver.）/ Bad Ass Temple・言の葉党』（作詞・作曲・編曲）

風男塾
- 『Sing for you』（作詞・作曲・編曲）

FRUITS ZIPPER
- 『Going！』（作詞・作曲・編曲）※宮嶋淳子と共作詞

B.O.L.T
- 『Accent』（作詞・作曲）

ももいろクローバーZ
- 『ロマンティックこんがらがってる』（作曲・編曲）
- 『マホロバケーション』（作曲・編曲）
- 『DECORATION』（作詞・作曲・編曲）
- 『BLAST！』（作詞・作曲・編曲）
- 『Survival of the Fittest -interlude-』（作曲・編曲）
- 『笑一笑〜シャオイーシャオ！〜』（作曲・編曲）
- 『チントンシャン！』（作詞・作曲・編曲）
- 『行くぜっ！怪盗少女 -ZZ ver.-』（編曲）
- 『Re:Story』（作詞・作曲・編曲）
- 『Sweet Wanderer』（ラップ作詞・作曲・編曲）
- 『The Diamond Four』（作詞・作曲・編曲）
- 『MYSTERION』（作詞・作曲・編曲）
- 『Majoram Therapie』（作曲・編曲）

ももいろクローバーZ × Division Leaders from ヒプノシスマイク
- 「Cross Dimension」（作詞・作曲・編曲）

めておら
- 『NEXT STAR』（作詞・作曲・編曲）

百田夏菜子
- 『ビタミンB』（作曲・編曲）

ロッカジャポニカ
- 『OVERTURE』（作曲・編曲）
- 『WEE FIGHT OH!!!!!』（作詞・作曲・編曲）
- 『教歌SHOCK!』（作詞・作曲・編曲）
- 『独特道徳ドクトリン』（作詞・作曲・編曲）
- 『BUSY』（作詞・作曲・編曲）
- 『DIVE TO VIEWS』（作曲）

### 劇伴作品
- スクウェア・エニックス NFTゲームプロジェクト「SYMBIOGENESIS（シンビオジェネシス）テーマ曲、BGM制作

- 映画『存在する理由 DOCUMENTARY of AKB48』BGM（作曲、編曲）
- スパイラルガーデン『ルー・ヤン展　電磁脳神教 ー  Electromagnetic Brainology』BGM、テーマ曲（Vocal:ちゃんもも◎） （作曲、編曲）
- テレビ朝日『AKB48 Team 8 1年間のキセキ』BGM（作曲、編曲）
- テレビ朝日『お坊さんバラエティ ぶっちゃけ寺』テーマ曲（作詞、作曲、編曲）
- テレビ朝日『モーニングバード』BGM（作曲、編曲）
- BS朝日『土井善晴の美食探訪！』挿入曲、ED曲（作曲、編曲）
- BS朝日『昭和偉人伝』挿入曲（作曲、編曲）
- ニンテンドー3DS『Girls Mode 4 スター☆スタイリスト』SE、BGM（作曲、編曲）
- アニメ『プリパラ』（編曲）
- 中京テレビ「ストライク！」BGM（作曲、編曲）
- 中京テレビ「まんなかチュウキョ〜」BGM（作曲、編曲）
- タカラトミーアーツ　アーケード筐体『プリパラ』『キラッとプリ☆チャン』BGM、ジングル（作曲、編曲）

### その他作品
- ヒプノシスマイク　「第2回 ももいろ歌合戦」番組内応援ラップ（作詞・作曲・編曲）
- ヒプノシスマイク　「第3回 ももいろ歌合戦」番組内応援ラップ（作詞・作曲・編曲）
- ヒプノシスマイク　「第4回 ももいろ歌合戦」番組内応援ラップ（作詞・作曲・編曲）
- ヒプノシスマイク　各種コミック内ラップ詞制作

### インディーズ作品
- 『moodica /moodica』
- 『invisible manners ft. Ai Sato /Hullabaloo』
- 『Nendoes /BIMBO』
- 『Makoto /Sideshow』